# 山本懸藏
山本悬藏（1895年2月20日—1939年3月10日），日本政治运动家、共产主义者。
出生在茨城县鹿岛郡矢田部村（今神栖市）。1922年加入日本共产党。翌年，日共被揭发，被迫解散，山本流亡苏联。1928年，以劳动农民党候补、北海道1区立候补身份参加第16回众议院总选举，落选。同年3月15日，发生三一五事件，日本共产党、劳动农民党大量党员被捕入狱，山本被捕，不久后保释出狱在家疗养。同年6月从日本警察的监视下逃脱，秘密前往苏联。1936年2月，与野坂参三联名发表《致日本共产主义者的信》（日本の共産主義者への手紙），向日本国内的日共党员传达共产国际关于建立人民民主统一战线的方针。
1937年，山本悬藏在大清洗中被内务人民委员部被捕。1939年被认定为间谍，在莫斯科秘密处决，其妻被流放西伯利亚进行劳动改造。
1992年苏联解体后，苏联共产党和第三国际的秘密文件相继被公开，人们在其中发现了野坂参三秘密告发山本悬藏的文书。此发现的资料由小林峻一、加藤昭在《周刊之春》连载，得出野坂参三出卖和诬告同志的结论。1937年，山本悬藏与野坂参三的妻子野坂龙被内务人民委员部逮捕，当时野坂参三正在美国与美国共产党联络。得知此事后，野坂参三为了营救自己的妻子，向共产国际领袖季米特洛夫写信辩解。信中列举了对山本悬藏的九点怀疑，还建议调查山本的妻子。最终野坂龙获释，山本悬藏则被处决。此内幕的公开在日本社会引起轩然大波，致使日共在同年将野坂开除党籍。
然而根据加藤哲郎的调查，山本悬藏在早先曾向苏联当局告发胜野金政、根本辰、国崎定洞、伊藤政之助等同志是间谍。而根据和田春树的调查，在野坂告密之前，山本也正在做告发野坂的准备。